# Michel Luizet
Pour les articles homonymes, voir Luizet.
Michel Luizet (né à Limonest le 26 mars 1866, décédé à Saint-Genis-Laval le 20 novembre 1918) est un astronome français, spécialiste des étoiles variables.

## Biographie
Fils de Étienne Luizet, menuisier, et de Jeanne-Marie Ponson, il fréquente l’école communale de Limonest, puis les cours de l’Institution pratique de la Martinière à Lyon jusqu’à l’âge de 15 ans.

## La météorologie
Pendant les vacances de 1881, au cours de promenade sur la colline du Mont Verdun, il fait la connaissance d’Émile Marchand, chargé des observations météorologiques dans cette nouvelle station de Mont-Verdun. Celui-ci l’embauche comme assistant, au vu des qualités d’observation qu’il distingue chez ce jeune adolescent. Le 1er octobre 1881, Michel Luizet entre comme auxiliaire à l’observatoire de Lyon où il se met au courant du service météorologique. Le 16 août 1882, Charles André, directeur de l’Observatoire, le nomme chef de service de la station du Mont-Verdun, alors qu'il n'a que 16 ans.
Au 1er janvier 1885, Luizet devient assistant de François Gonnessiat, chef du service des observations méridiennes et équatoriales ; il le seconde dans ses « recherches sur l’équation personnelle » et lors de l’établissement de son « Catalogue des étoiles jusqu’à la grandeur 9°,5 comprise dans une calotte polaire de 5° de rayon ».
En parallèle, Luizet poursuit ses études et obtient son baccalauréat en 1891, puis la licence en 1897.
En 1892, il prend la suite d’Émile Marchand, nommé directeur de l'Observatoire du Pic du Midi de Bigorre, avec la charge des services météorologiques et de physique du globe ; il y développe ses connaissances, notamment dans la météorologie régionale, et assiste son collègue Georges Le Cadet dans le service équatorial. Il assure ce service jusque fin 1897, en veillant à la maintenance des instruments enregistreurs, aux lignes de communications télégraphiques et à la formation des observateurs des différentes stations. Pendant 19 ans, il aura fait la prévision quotidienne de la météo et du temps à venir pour les journaux de Lyon.

## Les étoiles variables
En octobre 1897, sur les conseils de Charles André, il entreprend l’observation des étoiles variables visibles à l’œil nu ou à l’aide d’une jumelle. En 1900, il est déchargé d’une partie de son travail pour se consacrer aux réductions de ses observations d’étoiles variables et à leur discussion. En 1911, il abandonne la météorologie pour se consacrer entièrement à ses recherches sur les variables, l’équatorial coudé lui étant confié à cet effet. Nommé astronome adjoint en 1907, il devient le plus célèbre "variabiliste" professionnel français, avec plus de 60 000 observations à son actif.
Ses travaux ayant attiré l’attention du monde astronomique, l’Institut couronne son mérite en lui attribuant le Prix Valz (7 décembre 1908). Il présente alors sa thèse sur « les Céphéides considérées comme étoiles doubles, avec une monographie de l’étoile variable δ Céphée ». Ce qui lui vaut le titre de docteur-es-sciences le 16 novembre 1912.
Un événement imprévu modifie alors le sens de ses études : le décès subit de Charles André, directeur de l’Observatoire de Saint-Genis-Laval, le 6 juin 1912. Michel Luizet, plus ancien collaborateur, prononce l’éloge funèbre de son directeur, et assure pendant quelques mois l’intérim de la direction. Jean Mascart, astronome-adjoint à l’Observatoire de Paris, est ensuite nommé directeur de l’Observatoire de Saint-Genis-Laval ; il demande à Luizet de préparer un catalogue d’étoiles variables et d’étoiles doubles, et de limiter ses observations des étoiles variables à 2 fois par semaine.
Un autre événement bouleverse le cours des choses : la guerre avec l’Allemagne. Les chercheurs de l’Observatoire doivent compenser les absences des poilus, tant au niveau de la ville que de la Préfecture, et Luizet remplace un professeur de la Martinière. Puis il est chargé de calculs balistiques pour les besoins de la défense nationale.
Enfin, Luizet fut touché dans sa chair par la perte de son fils aîné, Louis, tombé glorieusement au champ d’honneur devant Verdun, le 24 octobre 1916. Il redouble alors ses efforts dans son travail pour oublier sa peine. Et sa persévérance fut récompensée le 8 juin 1918 quand il vit le premier une nouvelle étoile : V849 Ophiuchi.
Michel Luizet est décédé le 20 novembre 1918, dans sa maison de l’Observatoire, à l’âge de 52 ans.

## Vie privée
Michel Luizet s’est marié le 15 octobre 1891 avec Marie-Louise Jaboulay (1870-1958), fille d’un professeur de la Martinière. Ils auront deux enfants : Louis (1893-1916), et Charles Luizet (1903-1947), compagnon de la Libération.

## Hommages
L’éloge funèbre de Michel Luizet fut prononcé par Jean Mascart, directeur de l’Observatoire de Saint-Genis-Laval : « par sa méthode et sa continuité, l’œuvre de Michel Luizet se relie étroitement aux plus belles séries de travaux patients et désintéressés qui, depuis le XVIIIe siècle, ont illustré la science française ».
En 1919, le célèbre astronome Harlow Shapley fit paraître un article « Dr Michel Luizet » dans lequel il écrit notamment : « Ses contributions doivent être classées avec celles des leaders dans la science, comme Argelander, Schmidt, et E. C. Pickering ». Son « nom restera dans l'histoire de l'observation d'étoiles variables. Ma bibliographie de ses articles contient 115 titres, et tous, sauf quatre, concernent des étoiles variables. Il a traité de l'observation et de l'interprétation des variables céphéidiennes et binaires éclipsées ; et son travail sur certaines étoiles de type éclipsant ont été particulièrement utiles dans les études de densité stellaire. »

## L’affaire de plagiat
En 1923, Henri Grouiller, astronome à l’Observatoire de Saint-Genis-Laval, publie une monographie de l'étoile variable eta aquilae. Le 2 septembre 1923, Mme veuve Luizet écrit au ministre de l’Instruction publique : elle considère que c’est un plagiat de l’œuvre de son mari, joignant à sa lettre un tableau comparatif des textes et calculs de Grouiller et Luizet. Le ministre demande des explications au recteur de l'Académie de Lyon et à Jean Mascart, directeur de l’Observatoire. Celui-ci produit le 18 septembre un rapport détaillé, justifiant la publication de cette monographie sous le seul nom d'Henri Grouiller.
Dubitatif, le ministre demande son avis à un expert indépendant, Henri Andoyer. Le 14 octobre, celui-ci donne son avis au ministre de l'Instruction : « cette plainte me paraît justifiée ». Le 25, une lettre du Ministre demande au Recteur « de vouloir bien convoquer Mr le Directeur de l’Observatoire de Lyon en le priant de rechercher les moyens de donner satisfaction à la veuve de Mr Luizet ». Le 28 octobre, Jean Mascart, dans une lettre au recteur de l'Académie de Lyon, tente encore une fois de justifier sa position. Enfin, le 8 janvier 1924, Jean Mascart publie une note qui paraîtra dans le prochain Bulletin Astronomique, indiquant : « La monographie de Monsieur Grouiller a été établie d’après un manuscrit inédit de Michel Luizet . . . »